# Xiaruyue Shuiku
Xiaruyue Shuiku är en reservoar i Kina. Den ligger i provinsen Shanxi, i den norra delen av landet, omkring 160 kilometer nordost om provinshuvudstaden Taiyuan. Xiaruyue Shuiku ligger 972 meter över havet. Arean är 2,1 kvadratkilometer. Trakten runt Xiaruyue Shuiku består i huvudsak av gräsmarker. Den sträcker sig 1,8 kilometer i nord-sydlig riktning, och 2,2 kilometer i öst-västlig riktning.
Genomsnittlig årsnederbörd är 701 millimeter. Den regnigaste månaden är juli, med i genomsnitt 185 mm nederbörd, och den torraste är januari, med 4 mm nederbörd.